# Imelda Lambertini
Imelda Lambertini (Bologne, 1322-1333) est une toute jeune fille italienne, morte à 11 ans, lors d'une extase pendant sa première communion et reconnue bienheureuse par l'Église catholique.

## Biographie
Madeleine Lambertini (qui deviendra Imelda en religion) était la fille du comte Egano Lambertini et de Castora Galuzzi, son épouse. Elle est née en 1322 à Bologne.
Toute petite déjà, elle était d'une grande piété, et se fabriquait de petits autels devant lesquels elle priait longuement. Elle avait une très grande admiration pour sainte Agnès de Rome. Son plus cher désir était de recevoir la communion, mais à cette époque, les enfants n'étaient autorisés à communier qu'à partir de l'âge de 14 ans.
Par ailleurs, elle demandait instamment à ses parents de lui permettre d'intégrer le couvent des dominicaines de Bologne qui accueillait des enfants, lesquels n'étaient assujettis qu'à une petite partie de la règle. Ils acceptèrent, et Madeleine entra chez les novices du couvent Sainte-Marie-Madeleine de Val di Pietra à l'âge de 10 ans, elle y prit le nom d'Imelda.
Là, bien que n'y étant pas obligée, elle suivit la règle avec dévotion et application, suppliant les religieuses et son confesseur de la laisser communier, ce qu'ils refusèrent, puisqu'elle était loin d'avoir l'âge requis.
Remplie de tristesse, un jour l'enfant se rendit à la chapelle avec les sœurs. Au moment de la communion, une hostie s'éleva hors du ciboire et vint s'arrêter au-dessus de la tête d'Imelda. Le prêtre s'approcha avec la patène et la recueillit avant de la donner à l'enfant, stupéfié par le prodige dont il était témoin.
Imelda se prosterna, et quand ses sœurs vinrent la relever pour l'entraîner hors de l'église, elles la trouvèrent morte, le visage extatique.

## Vénération
Les restes, incorrompus, de la bienheureuse Imelda Lambertini, se trouvent dans l'église Saint Sigismond (San Sigismondo) à Bologne.
Elle est béatifiée en 1826 par le pape Léon XII, et déclarée patronne des premiers communiants en 1910 par le pape Pie X qui, cette année-là, décréta que les enfants pouvaient faire leur première communion à un âge plus précoce. Elle a été
surnommée : « La fleur de l'Eucharistie ».

## Sources
- Laure Conan, Physionomies de Saints, 1913, pp. 38-41
- Marie Marteau de Langle de Cary, Les Saints du calendrier, 1959, tome II, p. 208